# Histosol

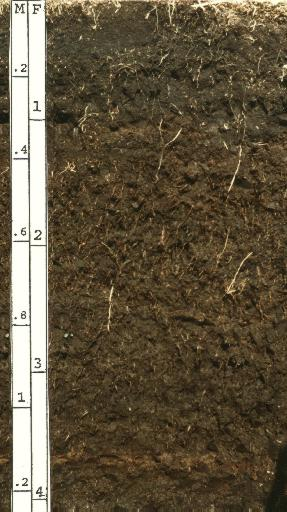
Perfil d'un histosol

Histosol tant en la Base de Referència Mundial pels Recursos del Sòl
com en la USA soil taxonomy és un sòl que consta principalment de matèria orgànica. Està definit com que té 40 cm o més de matèria orgànica als primers 80 cm de la part de dalt del sòl. En pes el contingut de matèria orgànica representa del 12 al 18% o més depenent del contingut en argila del sòl. Aquests materials orgànics inclouen sòl amb torba molt descomposta sapric, torba mitjanament descomposta (sòl hèmic) i torba poc descomposta (sòl fibric). Aquests sòls requereixen un drenatge artificial per a poder ser cultivats, ja que de manera natural drenen malament. Els histosols tenen una densitat molt baixa i la majoria són sòls àcids i molts són molt deficients en nutrients per a les plantes, ja que són lixiviats cap avall del perfil del sòl perquè estan contínuament humits.
A Austràlia els histosols reben el nom d'organosols.
Els histosols es formen allà on es forma matèria orgànica a una taxa més ràpida que la seva destrucció i això passa per un drenatge restringit que evita la descomposició aeròbica. Els histosols són important ecològicament perquè amb els gelisols, emmagatzemen grans quantitats de carboni orgànic. Si l'acumulació continua durant un prou llarg període es formarà carbó.

## Aparició
La majoria dels histosols es presenten al Canadà, Escandinàvia, la plana de Sibèria occidental, Sumatra, Borneo i Nova Guinea. Petites ones amb histoòls es troben també a altres parts d'Europa, l'Extrem Orient Rus (especialment als territoris de Khabarovsk o Amur), Florida i altres zones pantanoses permanentment. Es coneixen histosols fòssils des de la vegetació terrestre del període Devonià.

## Cultiu
Els histosols són molts difícils de posar en cultiu, per la baixa fertilitat del sòl i el seu pobre drenatge. Però poden ser molt productius els histosols formats en la darrera glaciació quan es drenen artificialment i es dediquen a pastures per a bovins. També es presenten problemes d'enfonsament d'aquests sòls en la construcció d'edificis.

## Subdivisió
Els histosols en la USA soil taxonomy es subdivideixen en:
- Wassists - histosols saturats amb aigua.
- Folists - histosols no saturats amb aigua durant llargs períodes de l'any.
- Fibrists - histosols fets de materials orgànics només lleugerament descomposts, sovint dits de torba.
- Hemists - histosols fets de materials orgànics moderadament descomposts.
- Saprists - histosols fets de materials orgànics altament descomposts, sovint anomenats muck.